# Никулеску, Маргарита
Маргарита Никулеску (4 января 1926, Яссы, Королевство Румыния — 19 августа 2018, Шарлевиль-Мезьер, Франция) — румынский и французский режиссёр и теоретик театра кукол.

## Биография
В 1948 году была назначена директором и художественным руководителем только что основанного театра «Цэндэрикэ». В 1953 году окончила Бухарестский Театральный институт. В Румынии считается одним из основателей современного румынского кукольного театра: в частности, Никулеску была учительницей для многих актёров, режиссёров и драматургов данного направления, а также активно участвовала в работе Международного союза деятелей кукольных театров.
В 1984 году покинула Румынию и переехала во Францию, где возглавила Международный институт театра кукол в Шарлевиль-Мезьер.
В 1953 году была удостоена Государственной премии СРР, в 1962 году получила звание заслуженного артиста СРР, в 1958, 1962 и 1965 годах была лауреатом международных фестивалей кукол. Наиболее известные поставленные спектакли: «Юмор на ниточках», «Рука с пятью пальцами» Кришана и Анди, «Книга Аполлодора» Наума, «Иляна Синдзяна». В первой половине 1960-х годов написала работу «Кукольный театр в современном мире», переведённую в том числе на английский язык.

## Награды
- Командор ордена «За заслуги перед культурой»[рум.] в категории F «Продвижение Культуры» (2003, Румыния)[5].
- Премия Эразма (1978).